# Jean de Créquy
Jean de Créquy (1395 – 1474) è stato un cavaliere medievale francese, membro di una famiglia di tradizione militare che data dal X secolo, figlio di Jean IV (1366-1411) e Jeanne de Roye (1375-1434).

## Biografia
Alla morte del padre egli diviene signore di Créquy, Canaples e Fressin e fu tra i primi uomini ad appartenere all'ordine dei Cavalieri del toson d'oro, l'ordine fondato dal duca Filippo III di Borgogna detto il buono.
Egli prese parte alla guerra dei cent'anni, su entrambi i fronti. Infatti il suo sovrano cambiò spesso alleanza, così Jean de Créquy prese parte alla difesa di Parigi contro Giovanna d'Arco, e divenne poi ambasciatore di Francia alla corte aragonese.
Nel 1456 sposa Louise de La Tour d'Auvergne la figlia di Bertrand de La Tour d'Auvergne e Jacquette du Peschin.
I due ebbero due figli: Jacqueline (1457-1509) e Jean (1458-1480).
Jean de Créquy muore nel 1474.